# 1962 في ألمانيا
فيما يلي قوائم الأحداث التي وقعت خلال عام 1962 في ألمانيا.

## سياسة

### تعيين في المنصب
- 1 نوفمبر – كورت غيورغ كيزينغر رئيس البوندسرات.

### انتهاء فترة المنصب
- 1 يناير – كلاوس شوتس عضو في البوندستاغ الألماني.
- 19 يناير – هلموت شميت عضو في البوندستاغ الألماني.

## رياضة
- 5 أغسطس – جائزة ألمانيا الكبرى 1962 الفائز غراهام هيل.

## أفلام
من الأفلام التي صدرت هذه السنة في ألمانيا:
- 1 يناير – شرلوك هولمز والقلادة القاتلة من إخراج تيرينس فيشر [الإنجليزية]‏.

## مواليد

### يناير
- 1 يناير – بيترا مونتر مؤلفة ألمانية.
- 1 يناير – سوزان هافونا
- 1 يناير – نوربرت هوملت شاعر ألماني.
- 20 يناير – أولريكه دريسنر مؤلفة ألمانية.
- 28 يناير – مريام غيبهرت

### فبراير
- 8 فبراير – مارتن تكي ممثل ألماني.
- 9 فبراير – أولاف مولر كاتب ومؤلف ألماني.
- 25 فبراير – بريجيت فيشر

### مارس
- 7 مارس – سوزان أوستوف
- 12 مارس – أندرياس كوبكه لاعب كرة قدم ألماني.
- 15 مارس – ماركوس ميرك
- 26 مارس – أوفه بلاب لاعب كرة سلة ألماني.

### أبريل
- 25 أبريل – رالف بينشو موسيقي ألماني.
- 28 أبريل – سوزان كلاتن

### مايو
- 6 مايو – ماريو كومر
- 18 مايو – ساندرا مغنية ألمانية.
- 19 مايو – أولي بوروفكا
- 19 مايو – اندرياس هوفر ممثل ألماني.
- 21 مايو – أوفه ران لاعب كرة قدم ألماني.
- 31 مايو – سيباستيان كوخ ممثل ألماني.

### يونيو
- 2 يونيو – سيبيل بيرغ كاتبة ألمانية.
- 10 يونيو – رالف شومان
- 12 يونيو – هانز ديتر بوتل لاعب كرة مضرب ألماني.
- 13 يونيو – جيرالد هوبر صحفي ألماني.

### يوليو
- 20 يوليو – كريستوف بالمر سياسي ألماني.
- 26 يوليو – أوفي راب
- 28 يوليو – تورستين غوتشو لاعب كرة قدم ألماني.

### أغسطس
- 3 أغسطس – فرانشيسكا تراوب ممثلة ألمانية.
- 3 أغسطس – ماركوس روثكرانز
- 10 أغسطس – توماس برونر

### سبتمبر
- 5 سبتمبر – كاترين أمونتس
- 8 سبتمبر – توماس كريتشمان ممثل ألماني.
- 20 سبتمبر – جوديث كوفمان
- 21 سبتمبر – تيم إيفانز عسكري من المملكة المتحدة.

### أكتوبر
- 9 أكتوبر – دورس غرونباين شاعر ألماني.
- 25 أكتوبر – إنجو شرام كاتب ألماني.
- 30 أكتوبر – شتيفان كونتس لاعب كرة قدم ألماني.

### نوفمبر
- 13 نوفمبر – اندرياس باتون ممثل ألماني.
- 16 نوفمبر – ميشائيل تيم
- 27 نوفمبر – يان شور

### ديسمبر
- 1 ديسمبر – ديتليف بوك

## وفيات

### مايو
- 11 مايو – هانز لوتر (مواليد 1879)
- 31 مايو – أدولف آيخمان (مواليد 1906) ضابط نازي.

### أغسطس
- 9 أغسطس – هرمان هيسه (مواليد 1877)
- 23 أغسطس – جوزيف برتشتولد (مواليد 1897) سياسي ألماني.
- 23 أغسطس – ريشارد زيكساو (مواليد 1882)

### أكتوبر
- 25 أكتوبر – إرنست فيسمان (مواليد 1881) عسكري ألماني.

### ديسمبر
- 24 ديسمبر – فيلهلم أكرمان (مواليد 1896) رياضياتي ألماني.